# Saint-Pierre-de-Jards
Saint-Pierre-de-Jards és un municipi francès, situat al departament de l'Indre i a la regió de Centre – Vall del Loira. L'any 2007 tenia 126 habitants.

## Demografia

### Població
El 2007 la població de fet de Saint-Pierre-de-Jards era de 126 persones. Hi havia 62 famílies, de les quals 20 eren unipersonals (8 homes vivint sols i 12 dones vivint soles), 23 parelles sense fills i 19 parelles amb fills.
La població ha evolucionat segons el següent gràfic:
Habitants censats

### Habitatges
El 2007 hi havia 94 habitatges, 59 eren l'habitatge principal de la família, 24 eren segones residències i 11 estaven desocupats. 93 eren cases i 1 era un apartament. Dels 59 habitatges principals, 51 estaven ocupats pels seus propietaris, 7 estaven llogats i ocupats pels llogaters i 2 estaven cedits a títol gratuït; 1 tenia una cambra, 8 en tenien dues, 13 en tenien tres, 19 en tenien quatre i 18 en tenien cinc o més. 43 habitatges disposaven pel capbaix d'una plaça de pàrquing. A 35 habitatges hi havia un automòbil i a 19 n'hi havia dos o més.

### Piràmide de població
La piràmide de població per edats i sexe el 2009 era:
| Homes | Edats   | Dones |
| ----- | ------- | ----- |
| 0     | 95 o +  | 0     |
| 0     | 90 a 94 | 4     |
| 0     | 85 a 89 | 0     |
| 0     | 80 a 84 | 4     |
| 12    | 75 a 79 | 0     |
| 16    | 70 a 74 | 8     |
| 4     | 65 a 69 | 8     |
| 0     | 60 a 64 | 8     |
| 0     | 55 a 59 | 4     |
| 4     | 50 a 54 | 4     |
| 0     | 45 a 49 | 8     |
| 4     | 40 a 44 | 0     |
| 12    | 35 a 39 | 8     |
| 4     | 30 a 34 | 4     |
| 0     | 25 a 29 | 0     |
| 0     | 20 a 24 | 0     |
| 8     | 15 a 19 | 4     |
| 8     | 10 a 14 | 0     |
| 8     | 5 a 9   | 0     |
| 0     | 0 a 4   | 4     |

## Economia
El 2007 la població en edat de treballar era de 74 persones, 45 eren actives i 29 eren inactives. De les 45 persones actives 39 estaven ocupades (24 homes i 15 dones) i 6 estaven aturades (3 homes i 3 dones). De les 29 persones inactives 9 estaven jubilades, 4 estaven estudiant i 16 estaven classificades com a «altres inactius».

### Ingressos
El 2009 a Saint-Pierre-de-Jards hi havia 63 unitats fiscals que integraven 128 persones, la mediana anual d'ingressos fiscals per persona era de 15.534,5 €.

### Activitats econòmiques
Dels 3 establiments que hi havia el 2007, 1 era d'una empresa d'hostatgeria i restauració i 2 d'empreses de serveis.
L'únic servei als particulars que hi havia el 2009 era un restaurant.
L'any 2000 a Saint-Pierre-de-Jards hi havia 7 explotacions agrícoles que ocupaven un total de 1.197 hectàrees.

## Poblacions més properes
El següent diagrama mostra les poblacions més properes.